# Herman F. Williams
Herman F. Williams is een psychiater in de novelle 'Een veelbelovende jongeman' van de Nederlandse schrijver Willem Frederik Hermans. Hij geeft een diagnose van de psychische toestand van de protagonist Sebastiaan Klok en lijkt sterk op de auteur zelf, wiens naam in de zijne herkenbaar is.

## Optreden
Doctor Herman F. Williams treedt op in hoofdstuk zes van de novelle, als Sebastiaan zich bij hem aandient voor een diagnose.
Doctor Herman F. Williams was een tamelijk jonge man met een glad, wit gezicht, een enorme gladgeschoren onderkaak, witte tanden die eruitzagen of ze de hardste noten konden kraken en een verbazingwekkend hoog voorhoofd, dat de indruk gaf of al zijn hersens erachter aangetreden stonden om een uitval te wagen bij de geringste provocatie. Hij keek Sebastiaan aan met een honende glimlach en nu zag Sebastiaan dat zijn ogen merkwaardig verschillend waren. Het ene had een zwaar halfgesloten ooglid en keek tamelijk treurig, maar het andere stond iets wijder open en staarde meedogenloos en kil voor zich uit: het oog van een beul.
Op basis van wat Sebastiaan hem over zichzelf vertelt, geeft de dokter een diagnose die volgens biograaf Willem Otterspeer bestaat uit een mengsel van 'volkswijsheden' en 'elementaire psychoanalyse'. Hij besluit zijn consult, en daarmee zijn optreden in het verhaal, met de woorden:
Very pleased to help you out, Sebastian! Tot ziens! Good luck to you! Je lijkt mij een veelbelovende jongeman!'

## Dr. Williams: psychoanalyticus of parodie
Willem F. Hermans is de schrijfwijze van de naam op het voorlopig rijbewijs, het 'motor vehicle operator's temporary instruction permit', dat op 8 september 1948 in Canada werd uitgeschreven en zestig dagen geldig bleef. Dr. Herman F. Williams is niet alleen de 'Canadese naamgenoot' van de auteur, hij lijkt ook uiterlijk op Hermans. De vraag of Williams een echte of een karikatuur van een psychoanalyticus moet voorstellen, laat geen eenduidig antwoord toe: gedeeltelijk wel en gedeeltelijk niet. Dupuis beoordeelt de diagnose die Williams stelt weliswaar als 'schetsmatig en overdreven', maar acht zijn 'deterministisch betoog' toch een 'in grote trekken aanvaardbare Freudiaanse uitleg' van de avonturen van Sebastiaan.
De spreekwoordelijke waarheid dat een schrijver zijn eigen psychiater is, wordt volgens biograaf Otterspeer wel heel letterlijk uitgebeeld. Want niet alleen is de psychiater een alter ego van Hermans, ook de problematiek waarmee Sebastiaan zich bij hem aandient, gaat op voor de auteur zelf. De diagnose die psychiater Williams daarover stelt, 'is im Großen und Ganzen correct.'

## Plaats in het oeuvre
Het personage Dr. Herman F. Williams is voor literatuurwetenschapper G.F.H. Raat een van de argumenten om de novelle 'Een veelbelovende jongeman' te beschouwen als sterk verwant aan de veertig jaar later verschenen roman Au pair. Ook daar treedt een personage op dat kan worden beschouwd als een cameo van de auteur zelf. Daarnaast bestaat er overeenkomst tussen de protagonisten. Net als Sebastiaan vertrekt Paulina in de roman naar het buitenland, om slechts datgene aan te treffen waarvoor ze Nederland verliet.

### Primaire bron
- Hermans, Willem Frederik (1957/2006). 'Een veelbelovende jongeman.' Herdrukt in: Willem Frederik Hermans, Volledige werken deel 7. Verhalen en novellen. Moedwil en misverstand. Paranoia. Een landingspoging op Newfoundland en andere verhalen. Amsterdam: De Bezige Bij/Van Oorschot, 2006, 421-504

### Studies
- Dupuis, Michel (1985). Hermans' dynamiek. De romanwereld van W.F. Hermans. 's-Gravenhage: Uitgeverij BZZTôH ISBN 9062911684
- Otterspeer, Willem (2010). Hermans in hout. De Canadese avonturen van Willem Frederik Hermans. Z.pl.: De Bezige Bij/Willem Frederik Hermans Instituut. ISBN 9789023456544
- ---- (2013). De mislukkingskunstenaar. Willem Frederik Hermans. Biografie, deel I (1921-1952). Amsterdam en Antwerpen: De Bezige Bij. ISBN 9789023476610
- ---- (2015). De zanger van de wrok. Willem Frederik Hermans. Biografie, deel II (1953-1995). Amsterdam en Antwerpen: De Bezige Bij. ISBN 9789023486480
- Raat, G.F.H. (2005). 'Willem Frederik Hermans: Au pair' In: Ton Anbeek e.a. (red.), Lexicon van Literaire Werken, aflevering 66, mei 2005, 1-11